# Aniceto Molina
Aniceto Molina Aguirre (El Campano, 17 aprile 1939 – San Antonio, 30 marzo 2015) è stato un cantautore e fisarmonicista colombiano, è considerato uno dei grandi interpreti della cumbia e del vallenato colombiani, la sua carriera è durata più di quattro decenni. Era popolare nei paesi dell'America Latina, in particolare El Salvador
Era anche conosciuto come El Tigre Sabanero..

## Biografia
Nato a El Campano, Colombia,  ha imparato a suonare la fisarmonica all'età di dodici anni. Iniziò la sua carriera musicale all'età di dodici anni, con il fratello Anastasio, entrando a far parte di un gruppo musicale nel suo paese natale. A diciotto anni si trasferisce a Cartagena, in Colombia, per tentare la fortuna.
Nel 1969,  presentò la sua prima canzone, intitolata "Así soy yo" , un successo nazionale. Dal 1973 risiedette in Messico, precisamente a Città del Messico, per dieci anni. A quel tempo riuscì a trionfare con brani come "Josefina" , "La burrita" , "Perro con rabia" e "La cumbia sampuesana" , tra gli altri. Nel 1984, si trasferì negli Stati Uniti, a San Antonio, in Texas. Durante la sua carriera musicale, ha ricevuto diversi riconoscimenti, tra cui quattro diversi da El Premio de la Gente Latina Music Fan Awards, tenutosi a Los Angeles, California, e un Gloria de la Música Award.
Nel 1984 si è trasferito a San Antonio, in Texas.

## Morte
È morto il 30 marzo 2015 a San Antonio, in Texas, all'età di 76 anni, a causa di un'infezione batterica polmonare.

## Vita privata
Aniceto Molina era sposato. Dei suoi cinque figli, due sono cantautori Johnny e Antonio Molina. Ha creato la Fundación Ama Internacional La Florida, un'organizzazione senza scopo di lucro per aiutare le comunità più bisognose della Colombia.

## Discografia
- El Tigre Sabanero (1997)
- Vallenato (1995)